# The Lie (film fra 1914)
|  | For andre betydninger, se The Lie |
The Lie er en amerikansk stumfilm fra 1914 af Allan Dwan.

## Medvirkende
- Murdock MacQuarrie som Auld MacGregor.
- Pauline Bush.
- William Lloyd.
- Lon Chaney.
- James Neill.